# 谏壁口
谏壁口、越河口:33，是江苏省镇江市京口区谏壁镇境内，长江与京杭大运河（江南运河）的交汇口。
镇江市境内共有五个京杭大运河（江南运河）与长江的交汇口，沿江自西向东依次是大京口、小京口、甘露口、丹徒口、谏壁口。明代以来，以小京口为江南运河主要入江口。1950年代后，以谏壁口为主入江口。
流经谏壁镇的古运河称越河、通江河。1940年代，越河河道淤浅、狭窄，已不能通航:33。1958年，整治京杭大运河时，在谏壁镇新挖运河的入江河道，并建设大型船闸。确定谏壁口为大运河的苏南入江口。1959年，建成15孔节制水闸。后又有扩建，每次可容纳三个千吨级船队通过，年通过能力2千万吨:33。谏壁节制闸（谏壁船闸）亦被称为“苏南运河第一闸”。
2006年，谏壁口做为江河交汇处的三个子项之一，列入第六批全国重点文物保护单位——京杭大运河。